# Tozzita petulans
Tozzita petulans är en insektsart som beskrevs av Kramer 1967. Tozzita petulans ingår i släktet Tozzita och familjen dvärgstritar. Inga underarter finns listade i Catalogue of Life.